# سار يونيون
سار يونيون (بالفرنسية: Sarre-Union)‏ هي بلدية تقع في إقليم الراين الأسفل من منطقة ألزاس في شمال شرق فرنسا. تبلغ مساحة هذه المدينة 15.39 (كم²)، يبلغ عدد سكانها 3273 نسمة حسب إحصاء المعهد الوطني للإحصاء والدراسات الاقتصادية سنة 2009 م. وترأس Marc Séné البلدية خلال فترة (2008 - 2014).

## أعلام
- لوران ماير

## وصلات خارجية
- صفحة البلدية على موقع المعهد الوطني للإحصاء والدراسات الاقتصادية (بالفرنسية)